# جرج هیلسدون
جرج هیلسدون (به انگلیسی: George Hilsdon) (زاده ۱۰ آگوست ۱۸۸۵ - درگذشته ۱۰ سپتامبر ۱۹۴۱) بازیکن سابق تیم ملی فوتبال انگلیس و باشگاه فوتبال چلسی و وستهام یونایتد است. هیلسدون از گلزن‌ترین بازیکنان تاریخ باشگاه چلسی است. وی در تاریخ ۱۶ فوریه ۱۹۰۷ نخستین بازی ملی خود را در مقابل تیم ملی فوتبال ایرلند انجام داد و با حضور در ۸ بازی ملی، در تاریخ ۱۳ فوریه ۱۹۰۹ واپسین بازی ملی‌اش را در برابر تیم ملی فوتبال ایرلند برگزار کرد.
این بازیکن توانسته است در بازی‌های ملی، ۱۴ گل به ثمر برساند.